# Si la vie est cadeau
A Si la vie est cadeau (magyarul: Ha az élet ajándék) című dal volt az 1983-as Eurovíziós Dalfesztivál győztes dala, melyet a Luxemburgot képviselő francia Corinne Hermès adott elő francia nyelven.

## Az Eurovíziós Dalfesztivál
A dalt nemzeti döntő nélkül választották ki, Hermès-t a luxemburgi tévé kérte fel a feladatra. A dal egy ballada, melyben az énekes az életet ajándéknak nevezi, és utal egy meg nem született gyermekre.
Az április 23-án rendezett döntőben a fellépési sorrendben huszadikként adták elő, a belga Pas De Deux Rendez-Vous című dala után. A szavazás során száznegyvenkettő pontot szerzett, mely az első helyet érte a húszfős mezőnyben. Ez volt Luxemburg ötödik, és eddig utolsó győzelme.
A következő luxemburgi induló Sophie Carle 100% D'Amour című dala volt az 1984-es Eurovíziós Dalfesztiválon.
A következő győztes a svéd Herreys Diggi-Loo Diggi-Ley című dala volt.

### Kapott pontok
|                                              | Zsűrik |     |     |     |     |     |     |     |     |     |     |     |     |     |     |     |     |     |     |  |
| FRA                                          | NOR    | GBR | SWE | ITA | TUR | ESP | SUI | FIN | GRE | NED | YUG | CYP | GER | DEN | ISR | POR | AUT | BEL | LUX |  |
| Kapott pontok                                | 12     | 0   | 0   | 10  | 12  | 8   | 7   | 3   | 8   | 12  | 1   | 12  | 10  | 8   | 2   | 12  | 12  | 5   | 8   |  |
| A tábla a fellépés sorrendjében van rendezve |        |     |     |     |     |     |     |     |     |     |     |     |     |     |     |     |     |     |     |  |

## Slágerlistás helyezések
| Slágerlisták (1983) | Lh.* |
| ------------------- | ---- |
| Belgium (Flandria)  | 3    |
| Hollandia           | 31   |
| Svájc               | 14   |
| Svédország          | 13   |

*Lh. = Legjobb helyezés.